# Andre Ruffini

Kaiser Ebersdorf, Handzeichnung von Wolfgang Wilhelm Prämer

Portal 1618 von Kaisersteinbrucher Meistern errichtet

Andre Ruffini, auch Andre Roffin und Andre Rofin (* 1590 im Bezirk Como, Lombardei, Italien; † September 1648 in Kaisersteinbruch, Königreich Ungarn) war ein italienischer Steinmetzmeister und Bildhauer der Renaissance und der erste Richter im Steinbruch. 

## Familie
Der Maurer Moritz von Rofin, ein welscher Einwanderer, erwarb 1539 in Wiener Neustadt ein Eckhaus im Frauenviertel. Am gleichen Tag kaufte Rofin ein Hofstatt in der Ungargasse. Moritz starb 1546. Vielleicht war er ein Verwandter Andre Ruffinis.

## Leben
Das Steinmetzhandwerk in Kaisersteinbruch gehörte zur Haupthütte Wiener Neustadt, deren Handwerksordnung regelte sämtliche Zunftbräuche wie die Arbeitskleidung, Aufdingung, Freisprechung usw. Gemeinsam mit Baden wurde 1617 der Status einer eigenständigen Viertellade verliehen. In diesem ersten Meisterbuch ist der Name von Andre Ruffini neben Antonius Crivelli, Ulrich Payos, Leonhardt Holzapfel, Pietro de Magistris, Nicola de Novo und Antonius Bregno verzeichnet. Die Funktion des Zechmeisters wurde jährlich gewechselt, 1626 ist Meister Andre dokumentiert.

### Stiftung der Kaisersteinbrucher Kirche

#### Margaretha Ruffinin, erste Stifterin der Kirche

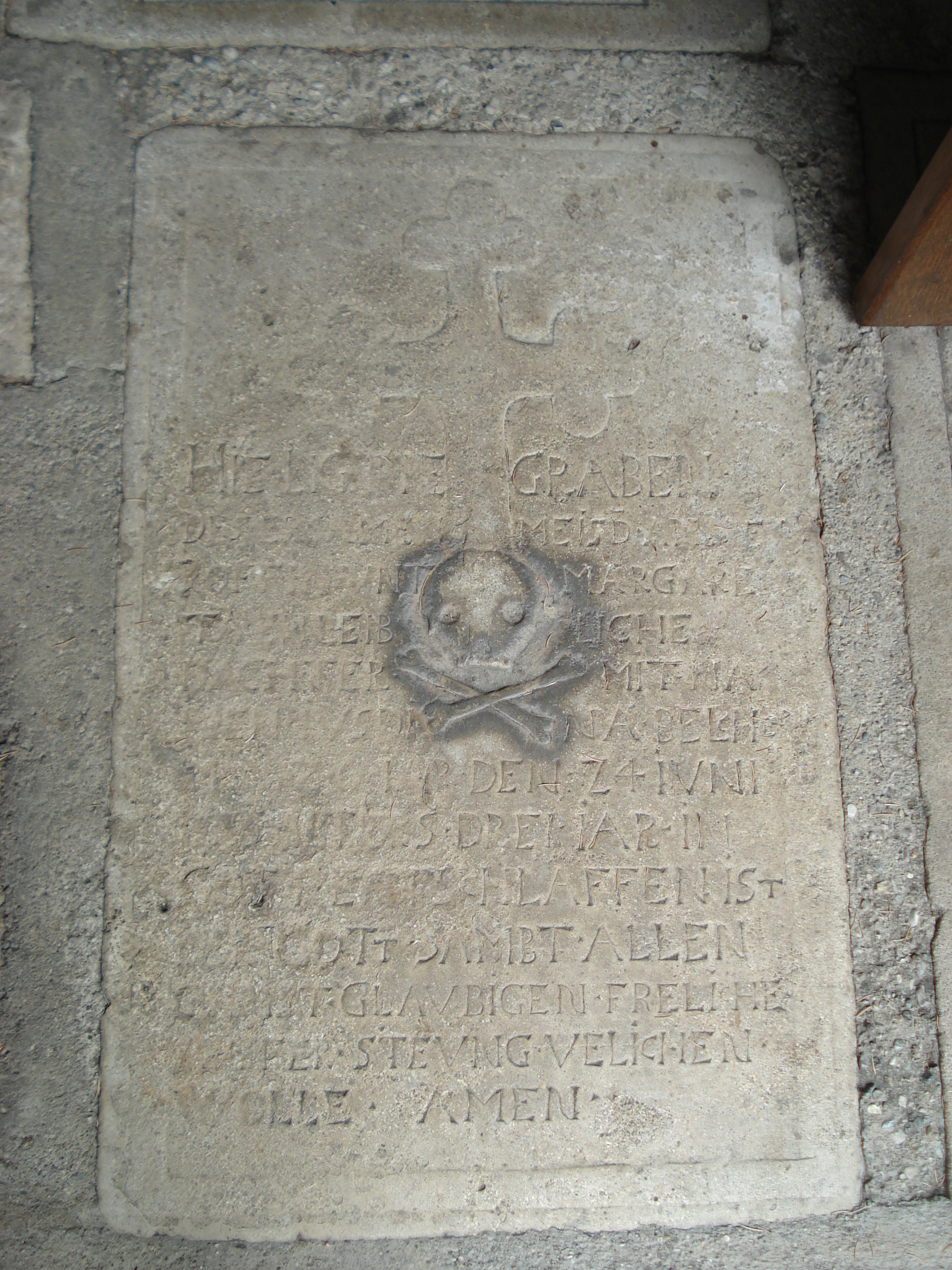
Epitaph der Justina Ruffini 1620

Abt Christoph Schäffer vom Stift Heiligenkreuz und Obrigkeit im Heiligenkreuzer Steinbruch protokollierte 1653, „anno 1617 lebte eine alte Frau im Steinbruch, Margaretha Ruffinin, welche in der Absicht, daß man eine Capelle oder Kirchel zu erbauen anfangen solle, zehn Eimer Wein gestiftet.“ Margaretha war die Ehefrau des Steinmetzmeisters Andre Ruffini, eine geborene Wildtmann, ihr Bruder Steffan Wildtmann war der Wirt von St. Johannes bei Altenburg.
Am 20. Februar 1618 berichtete der Rentmeister Johann Miller der Niederösterreichischen Landesregierung, die energisch die Einhebung der Weinsteuer (Täz) einforderte, aus dem Steinbruch von fünf Steinmetzen und einem Bildhauer, alle Welsche, darunter vier Meister von Ihro Kayserlichen Majestät, einer davon Andre Ruffini. 
Ein Vertrag über die Errichtung der Kirche mit Unterschrift und Siegel der Steinmetzmeister Andre Ruffini, Ulrich Payos und dem Maurermeister Steffan Friedrich wurde am 21. November 1618 geschlossen.

### Tod von Tochter Justina
Ihr einziges Kind, Tochter Justina starb am 24. Juni 1620 im Alter von 3 Jahren. Die Grabplatte der Justina ist derzeit im Privatbesitz, die Inschrift lautet:
HIER LIGT PEGRABEN DES ERSAMEN MEISDER ANDRE RUFIN UNT MARGARETA EHELEIBLICHE DAHTER MIT NAMEN JUSDINA BELCHE IM 1620 JAR DEN 24. JUNI IN GOTT ENTSHLAFFEN IST. DER GOTT SAMBT ALLEN CHRISTGLAUBIGEN FRELICHE AUFFERSTEUNG VERLEICHEN WOLLE. AMEN.

### Erster Richter in Kaisersteinbruch
Wegen mancherlei Klagen und Zwieträchtigkeiten im Steinbruch legte Abt Michael Schnabel am Gerichtstag, dem 8. Juni 1634, das Bannbüchel vor. Es regelte die Form des Zusammenlebens. Darin stand unter anderem, sie sollen einen Richter und vier Geschworene haben, die nach Billigkeit handeln sollen, dem Armen als dem Reichen. Erster Richter im Steinbruch wurde Andre Ruffini, die Geschworenen Antonius Bregno, Hieronymus Bregno, Mathias Lorentisch und Marcus Apelius.
also haben Ihre Gnaden Andre Ruffini einer ganzen Gemeinde zu einem Richter ernennt und mit Reichung eines Gerichtsstabes in die Hand vorgestellt.

### Meister des Kaisersteinbrucher Steinmetzhandwerkes
Ruffini amtierte als Richter von 1634 bis 1647, seine Mitmeister in diesen Jahren waren Mathias Lorentisch, Pietro Maino Maderno, Ambrosius Petruzzy, Domenicus Petruzzy, Antonius Purisol, Hieronymus Bregno, Ambrosius Regondi, Giorgio Regondi. 

### Tod der Ehefrau
Ehefrau Margaretha verstarb 53-jährig am 25. November 1636, auf ihrem erhaltenen Epitaph ist zu lesen:
.. ERSDE ANFENGERIN UND SDIFDERIN DISEM GODSHAUS DES H S ROCHUS UND S SEWASDIAN ALHIE IN SDEINPRUCH.

#### Ehrenvolles Gedenken an Margaretha Ruffinin
In den Jahren 1994/1995 wurde das Bildhauersymposium Kaisersteinbruch dieser entschlossenen Frau zu Ehren mit „Margaretha-Ruffinin-Symposium“ bezeichnet.

### Abgabenfreiheit
Andre Ruffini war der Obrigkeit, dem Stift Heiligenkreuz in Gehorsam verbunden. Diese lohnte es ihm am 22. Dezember 1636 mit einem Freibrief – durch ihme bishero geleisteten Treu und unserem Closter Nutzen und Fromben – gänzlich frei von allen Abgaben zu sein.

### Salva Guardia-Privilegium für Kaisersteinbruch
→ Salva Guardia-Privilegium für Kaisersteinbruch#Kaiser und König Ferdinand III.

### Ruffini – Maderno
Aus den Dokumenten lässt sich erkennen, dass Richter Ruffini immer mehr zum Vollziehungsorgan der Herrschaft wurde, in offene Konfrontation zu den Mitmeistern geriet. Herr Abt habe in Gerichtssachen mit ihnen nichts zu tun, sie forderten das Recht, Wein auszuschenken und auch die Fleischbank selbst durchzuführen. Probleme gab es bei der Finanzierung des neuen Kirchengebäudes, vor allem Unstimmigkeiten der Zechrechnungen, die Ruffini verwahrte. 1644 drohte die Wiener Bauhütte der Kaisersteinbrucher Bruderschaft mit einschneidenden Maßnahmen bei ihren Arbeiten in Wien, wenn sie sich nicht von Wiener Neustadt endgültig entfernten und Wien inkorporierten. Bei all diesen Streitfragen kristallisierte sich Meister Pietro Maino Maderno als Gegenpol heraus.

### Tod 1648
Im September 1648 starb Andre Ruffini. Das Epitaph, in Privatbesitz, ist teilweise stark abgetreten, der Text lautet:
HIE LIGT BEGRABEN DER EHRSAME / UND WAISE HERR MAISTER ANDRAE / RUFFIN GEWESTER RICHTER ALLHIE / IN STAINBRUCH WELCHER .. DIESEM GOTSHAUS / S.ROCHI UND SEBASTIANI .. / VERSHIDEN SEINES ALTERS 58 JAR / GOTT VERLEIHE IHM UND ALLEN CHRIST / GLAUBIGEN SEELEN EINE FRELICHE / AUFFERSTEHUNG . AMEN.
Die Witwe Agatha heiratete 1649 den Brucker Bürger Johann Selinger. Nach dessen Ableben den Badener Ratsbürger Georg Strasser und verkaufte am 24. Juli 1651 das Haus samt Steinbruch und mehreren Gärten dem Wiener Steinmetzmeister Hans Herstorffer.

## Werke
- 1618: Schloss Kaiserebersdorf, Haupttor und anderes, mit den kaiserlichen Meistern Ulrich Payoß, Pietro di Magistri, Leonhardt Holzäpfel, Nicola di Nuovo und Antonius Bregno
- 1618: Kaisersteinbrucher Kirche

## Archivalien
- Niederösterreichisches Landesarchiv: 1618, Einhebung des Täz im Steinbruch am Leithaberg, Hinweis Kaiserebersdorf.
- Stadtarchiv Wiener Neustadt: Steinmetzakten, Schriftverkehr Kaisersteinbruch – Wien – Wiener Neustadt, eigenständige Viertellade.
- Stift Heiligenkreuz Archiv: Register, Steinmetzrechnungen, Testament von Andre Ruffini,...